# Яблонька (приток Лосмины)
Яблонька — река в России, протекает по Сычёвскому району Смоленской области. Устье реки находится в 4,9 км по левому берегу реки Лосмины. Длина реки составляет 18 км, площадь водосборного бассейна — 68,8 км².

## Данные водного реестра
По данным государственного водного реестра России относится к Верхневолжскому бассейновому округу, водохозяйственный участок реки — Вазуза от истока до Зубцовского гидроузла, без реки Яуза до Кармановского гидроузла, речной подбассейн реки — бассейны притоков (Верхней) Волги до Рыбинского водохранилища. Речной бассейн реки — (Верхняя) Волга до Куйбышевского водохранилища (без бассейна Оки).
Код объекта в государственном водном реестре — 08010100312110000000992.